# Гарнет, Генри
Генри Гарнет (англ. Henry Garnet; июль 1555, Хинор, Дербишир, Королевство Англия — 3 мая 1606, Лондон, Королевство Англия) — английский иезуит, с 1586 года руководивший католической миссией в королевстве. Выступал против вооружённой борьбы английских католиков, но тем не менее, узнав о Пороховом заговоре, не предупредил власти. После раскрытия заговора был арестован, осуждён как изменник и подвергнут казни через повешение, потрошение и четвертование. Стал одним из главных героев мини-сериала «Порох», где его сыграл Питер Маллан.

## Биография

### Ранние годы
Генри Гарнет родился в 1555 году в Хиноре (Дербишир) в семье Брайана Гарнета и Элис Джей. Его отец был человеком обеспеченным и с 1565 года преподавал в бесплатной школе в Ноттингеме. Генри, воспитанный в духе протестантизма, окончил эту школу, а в 1568 году поступил в Уинчестерский колледж. Там он считался лучшим учеником. Источники сообщают об умении Гарнета петь, о его «редком и восхитительном голосе», об искусной игре на лютне. В 1571 году Гарнет переехал в Лондон, где два года работал корректором у издателя Ричарда Тоттелла. В 1575 году он уехал на континент (сначала в Португалию, потом в Рим) и вступил в орден иезуитов.
Гарнет окончил Римский колледж, некоторое время преподавал в нём математику, метафизику и иврит. Он подавал большие надежды, так что генерал иезуитского ордена Клаудио Аквавива даже начал видеть в нём своего преемника. Однако в 1584 году священник Роберт Персонс предложил направить Гарнета в Англию. Аквавива сначала отклонил эту просьбу (по его мнению, Гарнету больше подходила спокойная жизнь, чем подпольная деятельность в протестантской стране), но в 1586 году всё же удовлетворил её. В начале июля 1586 года Гарнет вернулся на родину.

### Во главе иезуитской миссии в Англии
Вскоре глава иезуитской миссии в Англии Уильям Уэстон был арестован, и Гарнет занял его место в соответствии с полученными от Аквавивы инструкциями. Иезуиты были официально изгнаны из Англии в 1585 году, так что их жизнь в этой стране была сопряжена с постоянной опасностью; в случае поимки их отдавали под суд как изменников и приговаривали к мучительной квалифицированной казни. Последующие годы Гарнет провёл в подполье. За его голову была объявлена награда, несколько раз ему чудом удавалось избежать ареста, а присланный из Италии помощник, Генри Уолпол, был схвачен и казнён в 1595 году. Несмотря на столь тяжёлые условия, Гарнет управлял миссией достаточно эффективно (доказательство тому — увеличение числа священников к 1605 году с одного до 40). Находясь главным образом в Лондоне, он вёл оживлённую переписку с приверженцами католической веры по всей Англии. В этот период Гарнет работал над «Трактатом о католическом отречении», собирал реликвии и раритеты, которые отсылал в Рим (в их числе письма короля Генриха VIII Анне Болейн).
В 1603 году, когда королём Англии стал Яков I Стюарт, у Гарнета появились надежды на улучшение положения католиков. В связи с этим он выступал против иностранного вмешательства в английские дела, называл огромной глупостью католический заговор 1603 года, просил папу римского Климента VIII обратиться к пастве с призывом не совершать никаких насильственных действий. При всём этом в разговоре с дворянином-рекузантом Робертом Кейтсби 9 июня 1605 года на вопрос «Законно ли предпринимать какие-либо действия для защиты католической веры, если вместе с виновными неизбежно погибнут невиновные?» Гарнет ответил утвердительно. Месяц спустя он снова встретился с Кейтсби и попросил его, если он что-то задумал, оценить законность этих действий и проявить «заботу о невинных». Тот захотел рассказать о своих замыслах, но Гарнет отказался слушать со словами «Мы все должны соблюдать молчание и добиваться того же от других».
Позже Кейтсби рассказал на исповеди отцу Освальду Тресимонту, что планирует взорвать здание парламента вместе со всеми депутатами и королём, а потом возвести на престол принцессу Елизавету и восстановить в правах католиков. Тресимонт, напуганный услышанным, передал всё это Гарнету. Тот, связанный тайной исповеди, считал невозможным предупредить власти или кого-то из предполагаемых жертв; он пытался предостеречь Кейтсби, но потерпел неудачу. Тогда Гарнет написал Аквавиве, что «некие частные лица могут совершить измену или применить силу против короля», и снова попросил папу римского убедить английских католиков не нарушать мир в королевстве.
Когда парламентская сессия закончилась (28 июля 1605), Гарнет решил, что угроза миновала. Предоставлявшая ему убежище знатная рекузантка Анна Вокс делилась своим беспокойством из-за того, что её кузен Кейтсби и ряд соседних дворян собрали в своих усадьбах много людей и лошадей, но Гарнет отвечал, что эти люди готовятся ехать во Фландрию, на службу к испанцам. Для него полной неожиданностью стало известие, принесённое 6 ноября 1605 года слугой Кейтсби Томасом Бейтсом: от идеи заговора никто не отказался, Вестминстерский дворец был заминирован, но порох обнаружен властями, теперь Кейтсби, сэр Эверард Дигби и другие заговорщики подняли открытый мятеж и просят Гарнета помочь им получить поддержку в Уэльсе.
Иезуит пришёл в ужас. В письме, отправленном мятежникам, он призвал прекратить «нечестивые действия» и сложить оружие, но к нему не прислушались. Вскоре Кейтсби погиб в бою, а Дигби и большинство остальных участников Порохового заговора были схвачены. Томас Бейтс рассказал на допросе о встречах и переписке своего хозяина с Гарнетом. На основании этих данных участие иезуитов в заговоре было объявлено доказанным, хотя Гарнет 30 ноября 1605 года заявил из своего тайного убежища, что невиновен.

### Заключение и смерть
4 декабря Гарнет перебрался из Коутона в Хиндлип-Холл в Вустершире (резиденцию Томаса Хабингтона). Вскоре там появились представители властей и начали тщательный обыск, который затянулся на четыре дня. Гарнет спрятался в одном из специально подготовленных тайников, но в конце концов был вынужден сдаться из-за нехватки воздуха, узости пространства и «обычаев природы, которые необходимо соблюдать». Его привезли в Лондон, в тюрьму Гейтхаус, где к тому моменту уже находилось множество католиков, подозревавшихся в причастности к заговору.
13 февраля 1606 года Гарнет впервые предстал перед Тайным советом. К нему отнеслись с подчёркнутым уважением, но в ходе допроса высмеяли его отношения с Анной Вокс (было сказано, что Гарнет — не исповедник, а любовник этой женщины). Священник сказал, что только из письма Кейтсби, полученного 6 ноября, узнал о заговоре. На следующий день его перевели в Тауэр, причём разместили там с комфортом. Допросы продолжились; Гарнет тщательно обдумывал свои ответы, чтобы не сказать ничего лишнего, и игнорировал угрозы. Констебль Тауэра Уильям Уэйд пошёл на ряд уловок, чтобы получить нужные следствию данные. Один из тюремщиков предложил Гарнету свои услуги в качестве посыльного и получил от него несколько писем для Анны Вокс и Томаса Гарнета (племянника), которые тут же отнёс Уэйду. Позже в соседней камере поселили ещё одного иезуита, Олдкорна, с которым Гарнет смог разговаривать через отверстие в стене. Содержание разговоров было записано и использовано на допросах.
28 марта 1606 года состоялся суд. На заседании присутствовали король, несколько иностранных послов и множество представителей двора. Обвинитель настаивал на том, что беседа с Кейтсби о «виновных и невиновных» делает Гарнета соучастником заговора, но не упоминал Гринуэя (по-видимому, было решено не объявлять преступлением соблюдение тайны исповеди). Подсудимый отрицал свою вину, но всё же был признан изменником и приговорён к казни через повешение, потрошение и четвертование. Приговор был приведён в исполнение 3 мая 1606 года во дворе собора Святого Павла в Лондоне. Даже на эшафоте от Гарнета добивались признания, но он отвечал, что не знал о заговоре ничего кроме тех данных, которые получил на исповеди Гринуэй. Зрители проявляли сочувствие по отношению к осуждённому, и, когда он повис в петле, сразу несколько человек из толпы потянули его за ноги, чтобы он успел умереть лёгкой смертью (по другой версии, король заранее приказал оставить Гарнета висеть, пока он не умрёт). Когда палач показал присутствующим вынутое из груди Гарнета сердце с традиционными словами «Узрите сердце предателя!», никто не стал одобрительно кричать и аплодировать.
Власти позаботились о том, чтобы ни одна часть тела Гарнета не досталась католикам, которые бы могли превратить её в объект для религиозного поклонения. Однако из Англии на континент вывезли часть окровавленной соломы с эшафота. В пятнышке крови на одной из соломинок увидели лицо Гарнета, якобы запечатлённое чудесным образом. Эту соломинку хранили как реликвию в Льеже до конца XVIII века, пока она не потерялась в одной из войн с революционной Францией.